# Plessis-Saint-Jean
Plessis-Saint-Jean – miejscowość i gmina we Francji, w regionie Burgundia-Franche-Comté, w departamencie Yonne.
Według danych na rok 1990 gminę zamieszkiwały 184 osoby, a gęstość zaludnienia wynosiła 17 osób/km² (wśród 2044 gmin Burgundii Plessis-Saint-Jean plasuje się na 727. miejscu pod względem liczby ludności, natomiast pod względem powierzchni na miejscu 875.).